# Beth Heiden
Elizabeth Lee "Beth" Heiden Reid (Madison, Wisconsin, 27 de setembre de 1959) va ser una esportista nord-americana que va competir en el patinatge de velocitat sobre gel i en el ciclisme.
En patinatge va participar en els Jocs Olímpics d'Innsbruck i als de Lake Placid, guanyant un bronze en aquests últims a la prova de 3000 metres.
En ciclisme destaca el Campionat del Món en ruta de 1980.
El seu germà Eric també fou patinador i ciclista.

## Palmarès ciclisme
- 1979
  -  Campiona dels Estats Units en contrarellotge
- 1980
  -  Campiona del món en ruta
  -  Campiona dels Estats Units en ruta
  -  Campiona dels Estats Units en contrarellotge
  - 1a a la Coors Classic
  - 1a a la Fitchburg Longsjo Classic